# Cryptogemma aethiopica
Cryptogemma aethiopica is een slakkensoort uit de familie van de Turridae. De wetenschappelijke naam van de soort werd voor het eerst geldig gepubliceerd in 1925 door Thiele als Pleurotoma (Gemmula) aethiopica.